# I. e. 296
Évszázadok: i. e. 4. század – i. e. 3. század – i. e. 2. század
Évtizedek: i. e. 340-es évek – i. e. 330-as évek – i. e. 320-as évek – i. e. 310-es évek – i. e. 300-as évek – i. e. 290-es évek – i. e. 280-as évek – i. e. 270-es évek – i. e. 260-as évek – i. e. 250-es évek – i. e. 240-es évek
Évek: i. e. 301 – i. e. 300 – i. e. 299 – i. e. 298 –  i. e. 297 – i. e. 296 – i. e. 295 – i. e. 294 – i. e. 293 – i. e. 292 – i. e. 291

## Események

### Kis-Ázsia és Görögország
- Lüszimakhosz - mivel folyója eliszaposította és maláriás mocsárrá változtatta kikötőjét - két kilométerrel odébbköltözteti Epheszoszt, egyúttal felesége után átnevezi Arszinoiának.
- Démétriosz az előző békeszerződésük alapján feleségül veszi Ptolemaiosz lányát, Ptolemaiszt.
- Lakharész, Athén türannosza lefoglalja Athéné arany szobrát, hogy az árából kifizesse zsoldosait.

### Róma
- Lucius Volumnius Flamma Violenst és Appius Claudius Caecust választják consulnak. A Samniumot dúló előző évi consulok főparancsnoki tiszte fél évig megmarad. Közülük Publius Decus Mus három szamnisz várost elfoglal és kifoszt; ezután L. Volumnius veszi át a helyét.
- A szamniszok, az etruszkok, az umbriaiak és a gallok összefognak Róma ellen és hatalmas sereget gyűjtenek. App. Claudius Etruriába vonul, de több kisebb vereség után - App. Claudius tiltakozása ellenére - L. Volumnius otthagyja Samniumot és tiszttársa segítségére siet. Együttes erővel legyőzik az etruszk-szamnisz-gall hadsereget. App. Claudius a csatában tett fogadalma alapján templomot építtet Bellonának.
- L. Volumnius Campaniába siet és szétveri az itt fosztogató szamniszokat.[1]

## Fordítás
- Ez a szócikk részben vagy egészben  a(z)   296 v. Chr. című német Wikipédia-szócikk ezen változatának fordításán alapul.  Az eredeti cikk szerkesztőit annak laptörténete sorolja fel. Ez a jelzés csupán a megfogalmazás eredetét és a szerzői jogokat jelzi, nem szolgál a cikkben szereplő információk forrásmegjelöléseként.